# Cyklické uhlovodíky
Cyklické uhlovodíky jsou uhlovodíky, jejichž uhlíkový řetězec je uzavřený. Dělí se na cykloalkany, cykloalkeny, cykloalkyny a areny.

## Rozdělení

### Cykloalkany
Cykloalkany jsou cyklické uhlovodíky, které mají mezi uhlíky pouze jednoduché vazby. 
Obecný sumární vzorec je CnH2(n+1-g), kde n = počet atomů uhlíku a g = počet (nezávislých) cyklů v molekule, pro cykloalkany s jedním cyklem tedy CnH2n.

#### Příklady
- cyklopropan
- cyklobutan
- cyklopentan
- cyklohexan
- cyklooktan
- cyklodekan

### Cykloalkeny
Cykloalkeny mají mezi uhlíky nejméně jednu dvojnou vazbu, ale žádnou trojnou vazbu. Patří sem také cykloalkadieny, které mají 2 dvojné vazby, cykloalkatrieny (3 dvojné vazby) a další. Sumární vzorec cykloalkenů s jedním cyklem je CnH2(n-x), kde x je počet dvojných vazeb.

#### Příklady
- cyklopropen
- cyklobuten
- cyklopenten
- cyklohexen

- cyklobutadien
- cyklopentadien
- cyklohexa-1,4-dien

- Viz také níže areny

### Cykloalkyny
Cykloalkyny mají mezi uhlíky nejméně jednu trojnou vazbu. Protože skupina C-C≡C-C je lineární, mohou existovat pouze cykloalkyny, které mají dostatečný počet uhlíkových atomů v cyklu. V případě menších cyklů je vnitřní napětí velmi vysoké a sloučeniny jsou nestabilní. Nejnižší stabilní cykloalkyn je cyklooktyn. Sumární vzorec cykloalkynů s jedním cyklem (a neobsahujících dvojné vazby) je CnH2(n-2x), kde x je počet trojných vazeb.

### Areny
Areny jsou uhlovodíky, které splňují pravidla aromaticity: mají delokalizovaný systém π-elektronů v planární, tj.rovinné, cyklické molekule.
Základem arenů je benzenové jádro, na které mohou být připojeny různé uhlovodíkové skupiny. Pokud je těchto jader v jedné molekule více spojených do jednoho bloku, jde o polyaromatický uhlovodík, sem ovšem nepatří například bifenyl, který tvoří benzenová jádra spojená chemickou vazbou.

#### Příklady
- benzen
- toluen
- xylen
- ethylbenzen
- styren
- bifenyl

##### Polyaromatické uhlovodíky
- naftalen
- antracen
- fenanthren
- tetracen
- pyren
- Benzo(a)pyren

- azulen

- Viz také výše cykloalkeny